# Julian Rijkhoff
Julian Rijkhoff (Purmerend, 25 gennaio 2005) è un calciatore olandese, attaccante dell'Almere City in prestito dall'Ajax.

## Caratteristiche tecniche
Nel 2022 è stato inserito nella lista "Next Generation" dei sessanta migliori talenti nati nel 2005, redatta dal quotidiano inglese The Guardian.

## Carriera

### Club
Rijkhoff è cresciuto nel settore giovanile dell'Ajax che lo ha prelevato nel 2012 dal Purmerend. Nel 2021 ancor prima di debuttare con la squadra riserve è stato acquistato dal Borussia Dortmund che lo ha assegnato alla formazione Under-19.
Nel febbraio del 2023 ha rinnovato il contratto con il club giallonero ed a partire dalla stagione successiva è stato assegnato alla seconda squadra dove però non è mai stato impiegato. Il 1º febbraio 2024 ha fatto ritorno all'Ajax con cui ha firmato un contratto di due anni e mezzo. Ha debuttato in prima squadra il 15 febbraio nello spareggio per l'ingresso in Conference League pareggiato 2-2 contro il Bodø/Glimt.

### Nazionale
Ha giocato nelle nazionali giovanili olandesi Under-15, Under-17, Under-18 ed Under-21.

## Statistiche

### Presenze e reti nei club
Statistiche aggiornate al 31 marzo 2024.
| Stagione        | Squadra         | Campionato      | Campionato | Campionato | Coppe nazionali | Coppe nazionali | Coppe nazionali | Coppe continentali | Coppe continentali | Coppe continentali | Altre coppe | Altre coppe | Altre coppe | Totale | Totale | Totale |
| Stagione        | Squadra         | Comp            | Pres       | Reti       | Comp            | Pres            | Reti            | Comp               | Pres               | Reti               | Comp        | Pres        | Reti        | Pres   | Reti   |        |
| --------------- | --------------- | --------------- | ---------- | ---------- | --------------- | --------------- | --------------- | ------------------ | ------------------ | ------------------ | ----------- | ----------- | ----------- | ------ | ------ | ------ |
| 2023-2024       | Jong Ajax       | 1D              | 8          | 5          |                 | -               | -               |                    | -                  | -                  |             | -           | -           | 8      | 5      |        |
| 2023-2024       | Ajax            | ED              | 4          | 0          | CO              | 0               | 0               | UECL               | 2                  | 0                  |             | -           | -           | 6      | 0      |        |
| Totale carriera | Totale carriera | Totale carriera | 12         | 5          |                 | 0               | 0               |                    | 2                  | 0                  |             | -           | -           | 14     | 5      |        |